# Campionati sudamericani di atletica leggera 1926
La quarta edizione dei campionati sudamericani di atletica leggera si tenne a Montevideo, Uruguay. 

## Prove maschili[1]

### Corse
| Evento                | Oro                         | Oro     | Argento                         | Argento | Bronzo                          | Bronzo  |
| --------------------- | --------------------------- | ------- | ------------------------------- | ------- | ------------------------------- | ------- |
| 100m                  | Eduardo Albe Argentina      | 11"0    | Alberto Barucco Argentina       | 11"2    | Juan Carlos Ure Aldao Argentina |         |
| 200m                  | Eduardo Albe Argentina      | 21"8    | Juan Carlos Ure Aldao Argentina | 22"0    | Roberto Genta Argentina         | 22"1    |
| 400m                  | Federico Brewster Argentina | 50"0    | Ángel Prada Argentina           | 50"4    | Guillermo Godoy Cile            |         |
| 800m                  | Leopoldo Ledesma Argentina  | 1'58"4  | Ernesto Medel Cile              | 2'00"0  | Víctor Moreno Cile              |         |
| 1500m                 | Leopoldo Ledesma Argentina  | 4'11"0  | Víctor Moreno Cile              | 4'12"0  | Ernesto Medel Cile              |         |
| 3000m                 | Manuel Plaza Cile           | 8'51"4  | Pedro Pérez Cile                | 9'00"4  | Fernando Cicarelli Argentina    | 9'12"8  |
| 5000m                 | Manuel Plaza Cile           | 15'12"4 | Pedro Pérez Cile                | 15'40"2 | Fernando Cicarelli Argentina    | 15:40"4 |
| 10000m                | Manuel Plaza Cile           | 31'54"0 | José Ribas Argentina            | 32'48"2 | Juan Bravo Cile                 |         |
| 110 metri ostacoli    | Valerio Vallanía Argentina  | 15"6    | Alfredo Ugarte Cile             | 15"8    | César Tartaglia Uruguay         |         |
| 400 metri ostacoli    | Federico Brewster Argentina | 55"4    | Carlos Müller Cile              | 56"8    | Raúl Lafitte Uruguay            | 56"8    |
| Staffetta 4×100 metri | Argentina                   | 43.2    | Uruguay                         | 43.6    | Cile                            |         |
| Staffetta 4×400 metri | Argentina                   | 3:25.2  | Cile                            | 3:30.0  |                                 |         |
| 3000 metri a squadra  | Cile                        |         | Argentina                       |         | Uruguay                         |         |
| Corsa campestre       | Manuel Plaza Cile           | 35'40"2 | A. Castillo Cile                | 36'39"0 | José Ribas Argentina            |         |

### Altre gare
| Evento               | Oro                           | Oro     | Argento                     | Argento | Bronzo                        | Bronzo  |
| -------------------- | ----------------------------- | ------- | --------------------------- | ------- | ----------------------------- | ------- |
| Salto in alto        | Valerio Vallanía Argentina    | 1,85    | Carlos Patiño Uruguay       | 1,80    | Atilio Vallanía Argentina     | 1,80    |
| Salto in lungo       | Valerio Vallanía Argentina    | 6,75    | Julio Moreno Cile           | 6,66    | H. Carvallo Cile              | 6,47    |
| Salto triplo         | Luis Brunetto Argentina       | 15,10   | Atilio Vicentini Argentina  | 14,22   | Raúl Leal Uruguay             | 13,42   |
| Salto con l'asta     | Jorge Haeberli Argentina      | 3,60    | Ernesto Goycolea Cile       | 3,50    | Roberto Holm Argentina        | 3,50    |
| Getto del peso       | Benjamín Acevedo Cile         | 13,07   | Custodio Seguel Cile        | 13,06   | Jorge Llobet Cullen Argentina | 12,59   |
| Lancio del disco     | Jorge Llobet Cullen Argentina | 38,46   | Pedro Elsa Argentina        | 38,34   | David Martín Estévez Uruguay  | 38,26   |
| Lancio del martello  | Federico Kleger Argentina     | 46,46   | Luis Romana Argentina       | 44,84   | Ricardo Bayer Cile            | 43,77   |
| Tiro del giavellotto | Carlos Maldonado Argentina    | 51,93   | Juan Ahlers Uruguay         | 48,63   | Custodio Seguel Cile          | 47,93   |
| Decathlon            | Valerio Vallanía Argentina    | 5937.57 | Guillermo Newbery Argentina | 5895.47 | Erwin Gevert Cile             | 5765.42 |